# Intolerable Cruelty
Intolerable Cruelty is een Amerikaanse filmkomedie uit 2003. De film werd geregisseerd door Joel en Ethan Coen en werd uitgebracht door Universal Studios. 

## Verhaal
Miles Massey is advocaat op het gebied van echtscheiding en bedenker van waterdichte huwelijkse voorwaarden (prenup). Hij is echter ook verveeld en zoekt een nieuwe uitdaging. Die komt er in de vorm van Marylin Rexroth, die alleen trouwt om daarna zo snel mogelijk te scheiden voor het geld.
Marylin haar man is een cliënt van Miles Massey. Hij is een overspelige naïeve projectontwikkelaar. Mevrouw Rexroth heeft een tape waarop de heer Rexroth wordt betrapt met een andere vrouw. Gewoon overspel dus, denkt mevrouw Rexroth. Ze wil scheiden en de huwelijkse voorwaarden bepalen dan dat de helft van alle bezittingen van haar ex naar haar komt. De bewijsvoering lijkt zo klaar als een klontje, maar Massey toont aan dat zij al voordat ze Rexroth leerde kennen, achter zijn geld aan zat. 
Mevrouw Rexroth krijgt geen geld uitgekeerd, dus gaat ze op zoek naar een andere geldbron. In de tussentijd is Miles Massey meer dan gecharmeerd geraakt van deze dame. Hij heeft een uitdaging nodig en mevrouw Rexroth gaat hem die geven. 

## Rolverdeling
- George Clooney: Miles Massey
- Catherine Zeta-Jones: Marylin Rexroth
- Geoffrey Rush: Donovan Donaly
- Cedric the Entertainer: Gus Petch
- Edward Herrmann: Rex Rexroth
- Paul Adelstein: Wrigley
- Richard Jenkins: Freddy Bender
- Billy Bob Thornton: Howard D. Doyle
- Julia Duffy: Sarah Sorkin
- Jonathan Hadary: Heinz
- Tom Aldredge: Herb Myerson
- Stacey Travis: Bonnie Donaly
- Jack Kyle: Ollie Olerud
- Irwin Keyes: Joe
- Judith Drake: Mrs. Gutman
- Blake Clark: Branco